# Zmarli w roku 1810
Lista osób zmarłych w 1810:

## styczeń 1810
- 23 stycznia – Wilhelm Johann Ritter, niemiecki fizyk[1]

## luty 1810
- 20 lutego – Marcin Poczobutt-Odlanicki, polski matematyk, astronom, poeta i jezuita[2]
- 24 lutego – Henry Cavendish, brytyjski chemik i fizyk[3]

## październik 1810
- 30 października – Konstanty Bniński, konsyliarz konfederacji targowickiej[4]

## listopad 1810
- 13 listopada – Maria Józefina Sabaudzka, księżniczka Sardynii, tytularna królowa Francji[5]
- 19 listopada – Jean-Georges Noverre, francuski tancerz i choreograf, reformator sztuki baletowej[6]